# Betaxolol
Betaxolol es el nombre genérico de un medicamento que actúa como bloqueador de los receptores β1 cardioselectivos, es decir que sus acciones son específicas en el corazón antes de llegar a ser efectivas en el pulmón, por lo que está indicado en medicina—sola o combinado con otros medicamentos—para el tratamiento de la hipertensión arterial. Por su selectividad cardíaca, el betaxolol tiene menos efectos adversos que los beta bloqueantes no selectivos como el carvedilol. El betaxolol es uno de los betabloqueantes más potentes y selectivos, mostrando mayor afinidad a los receptores beta1 que el metoprolol.
El betaxolol también se indica para el alivio de la presión intraocular del glaucoma por un método aún no dilucidado. El betaxolol suele tener un costo más elevado que otras alternativas de uso oftálmico para aliviar la glaucoma.

## Farmacología
El betaxolol se toma por vía oral para el manejo de la hipertensión arterial. Por lo general se indican 10 mg una vez al día y en ciertos casos se suele combinar con un medicamento diurético.
Las gotas oftálmicas son indicadas para el manejo de la glaucoma donde parece tener un efecto neuroprotector. La dosis oftálmica recomendada es de una a dos gotas al 0,5% sobre el ojo afectado dos veces al día.

### Contraindicaciones
El betaxolol está contraindicado en pacientes que hayan tenido reacciones alérgicas al medicamento en el pasado, así como aquellos con bradicardia sinusal, bloqueos cardíacos mayores de primer grado, choque cardiogénico e insuficiencia cardíaca.